# A-di-đà kinh

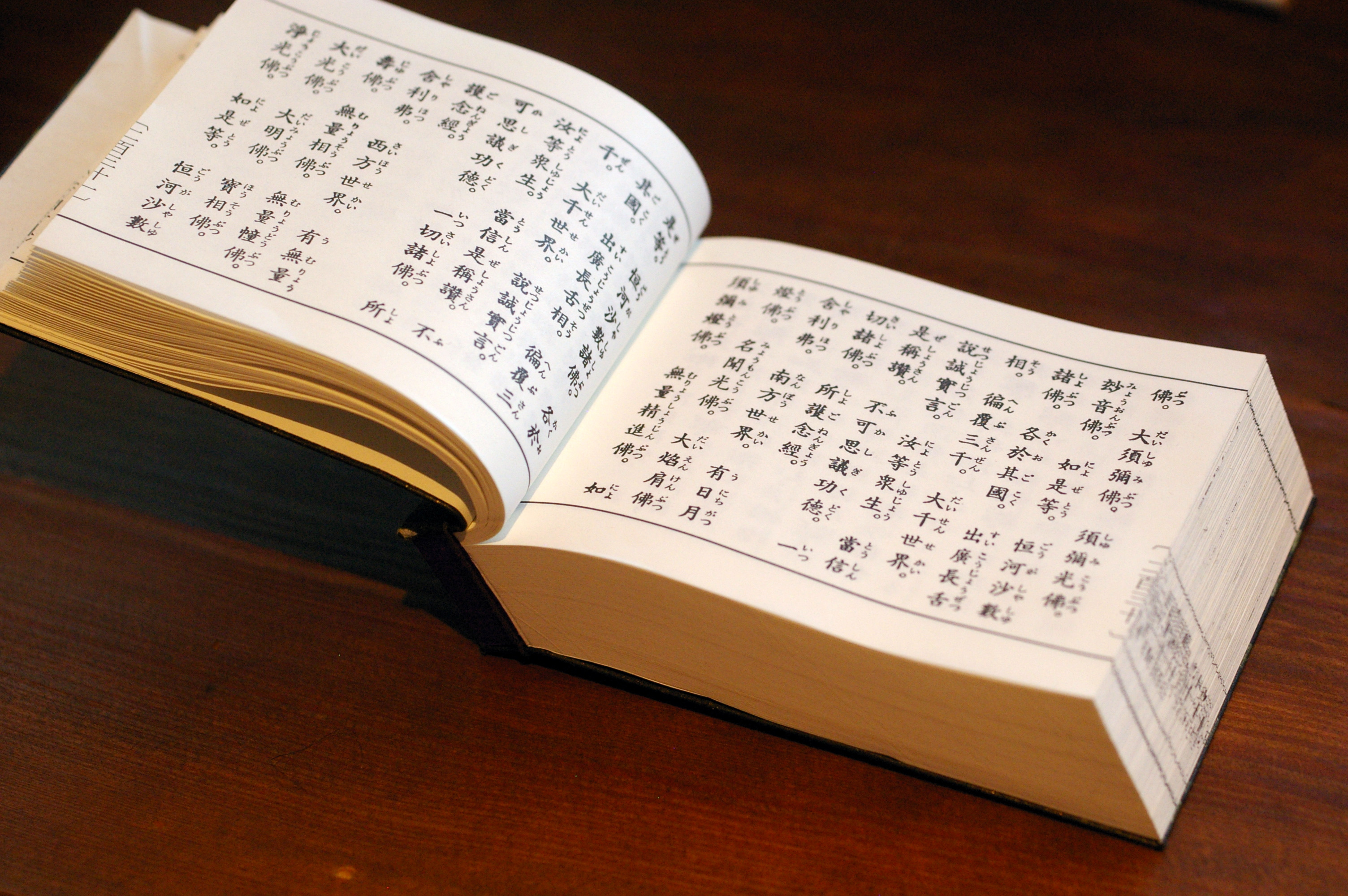
Quyển kinh A-di-đà bằng tiếng Nhật

Kinh A-di-đà (zh. 阿彌陀經, en. Shorter Sukhāvatīvyūha Sūtra) hay Kinh Xưng Tán Bất Khả Tư Nghị Công Đức Nhất Thiết Chư Phật Sở Hộ Niệm hoặc Kinh Xưng Tán Tịnh Độ Phật Nhiếp Thụ hoặc Tiểu Vô Lượng Thọ Kinh hay gọi tắt là Tiểu Bản là một bộ kinh Đại thừa quan trọng được lưu hành rộng rãi ở Phật giáo các nước Đông Á (theo chịu ảnh hưởng bởi văn hóa Trung Hoa) như Trung Hoa, Việt Nam, Nhật Bản, Hàn Quốc... Kinh này cùng với kinh Vô Lượng Thọ (gọi đầy đủ là Kinh Vô Lượng Thọ Trang Nghiêm Thanh Tịnh Bình Đẳng Giác hay gọi tắt Đại Bản) miêu tả Tịnh độ Cực Lạc (sa. Sukhāvatī) của Phật A-di-đà (sa. Amitābha) cũng như pháp môn Niệm Phật để được vãng sinh về quốc độ của Phật Vô Lượng Thọ. Do đó, đây là một trong ba bộ kinh căn bản của Tịnh Độ tông (cùng với Quán Vô lượng thọ kinh và  Vô lượng thọ kinh). Tuy nhiên, Kinh A-di-đà có lẽ là kinh phổ biến nhất và thường được đọc tụng hàng ngày bởi các Phật tử (ở Việt Nam, thường được tụng vào công phu chiều). Không những vậy, kinh còn thường được các Thiền viện trùng tụng (cùng với Bát-nhã Ba-la-mật-đa Tâm kinh và Kim Cương Bát-nhã Ba-la-mật-đa Kinh).
Hiện nay, có lẽ dịch bản phổ biến nhất là của ngài Cưu-ma-la-thập (sa. Kumārajīva) từ tiếng Phạn sang tiếng Hán (thể văn ngôn) vào thời Hậu Tần. Các nghiên cứu và so sánh gần đây cho thấy nội dung kinh A-di-đà gần giống với kinh Đại Thiện Kiến Vương (Mahà-sudassana Sutta) trong Trường Bộ kinh của Bộ kinh Nikaya theo Phật giáo Nguyên thủy.